# Asota trinacria
Asota trinacria là một loài bướm đêm thuộc họ Erebidae. Nó được tìm thấy ở Borneo, Seram và Philippines (Leyte, Luzon, Mindoro và Mindanao).